# Rawéma
Rawéma est une localité située dans le département de Yako de la province du Passoré dans la région Nord au Burkina Faso.

## Géographie
Rawéma se trouve à 6 km au sud du centre de Yako, le chef-lieu de la province.

## Santé et éducation
Le centre de soins le plus proche de Rawéma est le centre médical avec antenne chirurgicale (CMA) de Yako.